# Léon Gauharou
Jean Léon Gauharou (Bourdettes, 7 octobre 1849-Angoulême, 30 janvier 1903) est un administrateur colonial français.

## Biographie
Il fait ses études secondaires à Pau puis apprend la médecine à l'école de médecine de Strasbourg. Devant interrompre ses études à cause de la guerre de 1870, il devient écrivain de marine et se marie à Angoulême en mai 1870. 
Le 4 juin 1870, il part de Toulon pour la Nouvelle-Calédonie à bord du Néréide et y arrive en octobre. Il y travaille alors comme garde du magasin général de la déportation puis est nommé en 1874 commis au secrétariat colonial. Mais, après l'évasion d'Henri Rochefort, il est révoqué le 7 janvier 1874 pour ses opinions républicaines. 
Il entre alors comme employé chez un avocat républicain puis est réintégré le 30 avril 1876 comme chef de bureau. Il réalise alors plusieurs grands voyages à cheval à travers la Grande Terre dans le but d'écrire la première Géographie de la Nouvelle-Calédonie. 
Président d'une commission visant à favoriser la colonisation libre, il devient secrétaire colonial le 1er décembre 1883. Représentant de la Nouvelle-Calédonie lors de l'Exposition coloniale de Paris en 1889, il est nommé directeur de l'Intérieur à Tahiti en 1891 mais ne s'y rendit jamais. Il occupe alors ce poste à Nouméa. Il est responsable des travaux publics, de l'instruction, de la police, des affaires étrangères, des postes et télégraphes, des contributions, du domaine, de l'enregistrement, de l'assistance publique, de l'agriculture, du commerce, de l'industrie et de la presse et supplée le gouverneur lors de ses absences. 
Devenu ainsi un personnage central de la gestion de la colonie, le journal local La Bataille lui attribue le surnom d'« ineffable Léon » qui va lui rester durant deux décennies. 
Gouverneur par intérim du 21 février au 10 juin 1894, chevalier de la Légion d'honneur (9 janvier 1894), membre de l'ordre royal du Cambodge, officier de l'Instruction publique, il fait entrer son fils Émile en 1893 au secrétariat du gouvernement et est mis à la retraite en mars 1896, le gouverneur, par divergence d'opinion, refusant qu'il le remplace en son absence. 
Rentré à Angoulême en 1896, il y finit sa vie le 30 janvier 1903. 

## Œuvres
On lui doit de nombreux articles dans des journaux calédoniens comme L'Avenir, La Bataille ou La Vérité ainsi que les ouvrages suivants : 
- Géographie de la Nouvelle-Calédonie, 1882
- Rapport à l'effet d'étudier différentes questions concernant la colonisation libre, 1883
- Géographie de la Nouvelle-Calédonie et dépendances, 1892